# Трибьяно
Трибьяно (итал. Tribiano) — коммуна в Италии, в провинции Милан области Ломбардия.
Население составляет 2222 человека, плотность населения составляет 370 чел./км². Занимает площадь 6 км². Почтовый индекс — 20067. Телефонный код — 02.
Покровителями коммуны почитаются святой Вит, а также святые Модест и Крискентия, празднование 15 июня.